# Tuiskon Dick
Tuiskon Dick (Lajeado, 6 de março de 1927 – Porto Alegre, 8 de dezembro de 2008) foi um bioquímico, pesquisador e professor universitário brasileiro.
Grande oficial da Ordem Nacional do Mérito Científico, Tuiskon foi professor titular e emérito da Universidade Federal do Rio Grande do Sul (UFRGS) e seu vice-reitor de 1988 e 1990 e reitor de 1990 a 1992. Fundador do Departamento de Bioquímica da universidade, trabalhou como coordenador da Cooperação Internacional da Coordenação de Aperfeiçoamento de Pessoal de Nível Superior (Capes) e foi um dos responsáveis pela implantação da pesquisa na UFRGS.
O Departamento de Bioquímica do Instituto de Ciências Básicas da Saúde, da UFRGS leva seu nome em sua homenagem.

## Biografia
Tuiskon nasceu em Lajeado, no interior do Rio Grande do Sul, em 1927. Era filho de Theobaldo Dick, descendente de imigrantes alemães que vieram para o Brasil no final do século XIX. Theobaldo era bancário, ex-gerente da agência da Caixa Econômica Federal da cidade e professor de diversos colégios da região, além de ter sido secretário geral da cidade em 1952. O Parque Professor Theobaldo Dick, também conhecido como Parque dos Dick, é considerado o maior espaço de lazer municipal do Vale do Taquari e recebeu seu nome em sua homenagem.
O pai exigia disciplina em casa, onde Tuiskon e sua irmã, Gudrun, aprenderam as primeiras letras e o gosto pela música clássica e pela leitura na biblioteca pessoal da família. Tuiskon estudou no Colégio Sinodal, de rígida educação luterana, em São Leopoldo, de onde saiu para a universidade. Em 1945, com apenas 18 anos, se graduou em Química pela então Universidade de Porto Alegre, a atual Universidade Federal do Rio Grande do Sul.
Em 1947, entrou para a recente URGS como professor assistente da cátedra de Química Orgânica e Biológica do professor Bernardo Geisel, que o incentivou a estudar biologia, visando colocar a Bioquímica no espaço universitário. Assim, Tuiskon voltou para a sala de aula como estudante de medicina, ao lado da irmã mais nova, Gudrun Dick Allgöwer, para se preparar para a área. Fez mestrado em bioquímica pela Universidade de Illinois, em 1951 e doutorado em fisiologia pela UFRGS. Foi professor do ensino médio por 12 anos, lecionando no IPA de Porto Alegre (1945 a 1948), no Colégio Júlio de Castilhos (1946-1958) e no Colégio de Aplicação da UFRGS (1958 a 1961).

## Carreira
Um dos fundadores do Departamento de Bioquímica da UFRGS, Tuiskon trouxe o primeiro microscópio eletrônico da universidade. Também foi o criador do Centro de Ecologia da UFRGS. Foi diretor do Instituto de Biociências (1972-1976). Atento aos debates ambientais, Tuiskon equipou o instituto com o material e o conhecimento necessários para estudar ecologia e meio ambiente em uma época onde a mobilização popular e as denúncias de crimes ambientais começaram a ganhar destaque. Assim, Tuiskon criou o Núcleo Interdepartamental de Estudos Ecológicos (NIDF), órgão pioneiro no Brasil na época.
Fundou também o curso de especialização em ecologia, que mais tarde se tornaria o programa de pós-graduação na área. Ao lado de Paulo Nogueira Neto implantou duas estações ecológicas, Taim e Esmeralda, pioneiras no sul do país. Tuiskon firmou parcerias com a Universidade do Sarre, na Alemanha, para onde enviou docentes e pós-graduandos para estudarem o recente campo da ecologia. O convênio, que durou de 1979 a 1987, levou ao aparelhamento técnico e laboratorial do Centro de Ecologia e os trabalhos de pesquisa em desenvolvimento no estado.
Vice-reitor da UFRGS durante a gestão de Gerhard Jacob de 1988 a 1990, tornou-se reitor de 1990 a 1992. Em 1995 foi convidado pelo governo federal para atuar tanto na Secretaria do Ensino Superior do Ministério da Educação, como na Coordenação da da Cooperação Internacional da CAPES, onde pode fomentar o intercâmbio e cooperação de pesquisadores com universidades de fora do país. Na Secretaria de Educação Superior (Sesu), dirigiu o Programa de Modernização nos Cursos de Graduação.
Aposentado da universidade em 1998, continuou como professor sênior, dando aulas na pós-graduação. Em 2005, foi nomeado professor emérito da Universidade Federal do Rio Grande do Sul.

## Vida pessoal
Tuiskon conheceu Yeda Pinheiro em um baile da reitoria da universidade logo após terminar seu mestrado. Os dois se casaram pouco tempo depois e tiveram três filhos: Deborah, formada em química, Luís Frederico, engenheiro e Ingrid, médica. Yeda, professora emérita da UFRGS, foi a primeira professora mulher do Instituto de Química (IQ) da UFRGS e primeira mulher no Conselho Superior do CNPq. Ela morreu em 27 de julho de 2016.
A biblioteca do Instituto de Química da UFGRS leva o nome de Yeda em sua homenagem.

## Morte
Tuiskon morreu em 8 de dezembro de 2008, em Porto Alegre, aos 81 anos, devido a uma parada cardíaca.